# De fire Kærester
De fire Kærester er en dansk stum komediefilm fra 1908 produceret af Nordisk Films Kompagni og instrueret af Viggo Larsen. 

## Handling
Den trinde kokkepige Maren er af et meget erotisk gemyt, så hun har ikke mindre end fire kærester. Da fruen i huset en dag er i teatret, benytter alle fire anledningen til at besøge Maren, der må arrangere, at de ikke møder hinanden, og hver af kæresterne bliver gemt væk i huset. Husets frue kommer uventet tidligt hjem, og tager fat på tøjvasken. Den ene kæreste er gemt i vaskekarret og bliver næsten kogt og springer op, hvilket får de øvrige kærester ud af deres skjul 
Fruen besvimer, og et stort slagsmål opstår. Da det redes ud, trøster den ene kæreste stakkels Maren, og han ender med at få hende.

## Medvirkende
- Oscar Stribolt